# La Chapelle-Pouilloux
La Chapelle-Pouilloux – miejscowość i gmina we Francji, w regionie Nowa Akwitania, w departamencie Deux-Sèvres.
Według danych na rok 1990 gminę zamieszkiwały 194 osoby, a gęstość zaludnienia wynosiła 25 osób/km² (wśród 1467 gmin regionu Poitou-Charentes La Chapelle-Pouilloux plasuje się na 803. miejscu pod względem liczby ludności, natomiast pod względem powierzchni na miejscu 952.).